# Boļeslavs Maikovskis
Boļeslavs Maikovskis (urodzony jako Bolesław Majkowski 21 stycznia 1904, zm. 19 kwietnia 1996 w Münster) – łotewski oficer policji pomocniczej na służbie niemieckiej, pochodzenia polskiego. Szef 2 odcinka policji rejonu Rēzekne, dowódca oddziału karnego podczas II wojny światowej, emigracyjny działacz narodowy.
Po zajęciu Łotwy przez wojska niemieckie latem 1941, podjął współpracę z okupantami. Mianowano go kapitanem policji. Objął funkcję szefa 2 odcinka policji rejonu rezekneńskiego. Zmienił nazwisko na Maikovskis. Jego oddział przeprowadzał ekspedycje karne przeciwko wsiom (m.in. w pierwszych dniach stycznia 1942 r. uczestniczył w zamordowaniu ok. 170 mieszkańców wsi Audriņi w Łatgalii w odwecie za ukrywanie kilku czerwonoarmistów). Po zakończeniu wojny zamieszkał w Austrii. W 1950 wyjechał do USA, otrzymując obywatelstwo amerykańskie.  Zamieszkał w Nowym Jorku. Pracował jako stolarz. Zaangażował się w działalność emigracyjnych organizacji łotewskich. Pod koniec października 1965 na procesie w Rydze został zaocznie skazany na karę śmierci. W latach 80. władze amerykańskie podjęły decyzję o jego deportacji do ZSRR. Jednakże Maikovskis zdążył przenieść się do RFN. W 1988 rozpoczęto przeciwko niemu proces sądowy, zawieszony w 1994 ze względów zdrowotnych.